# Diáspora morisca

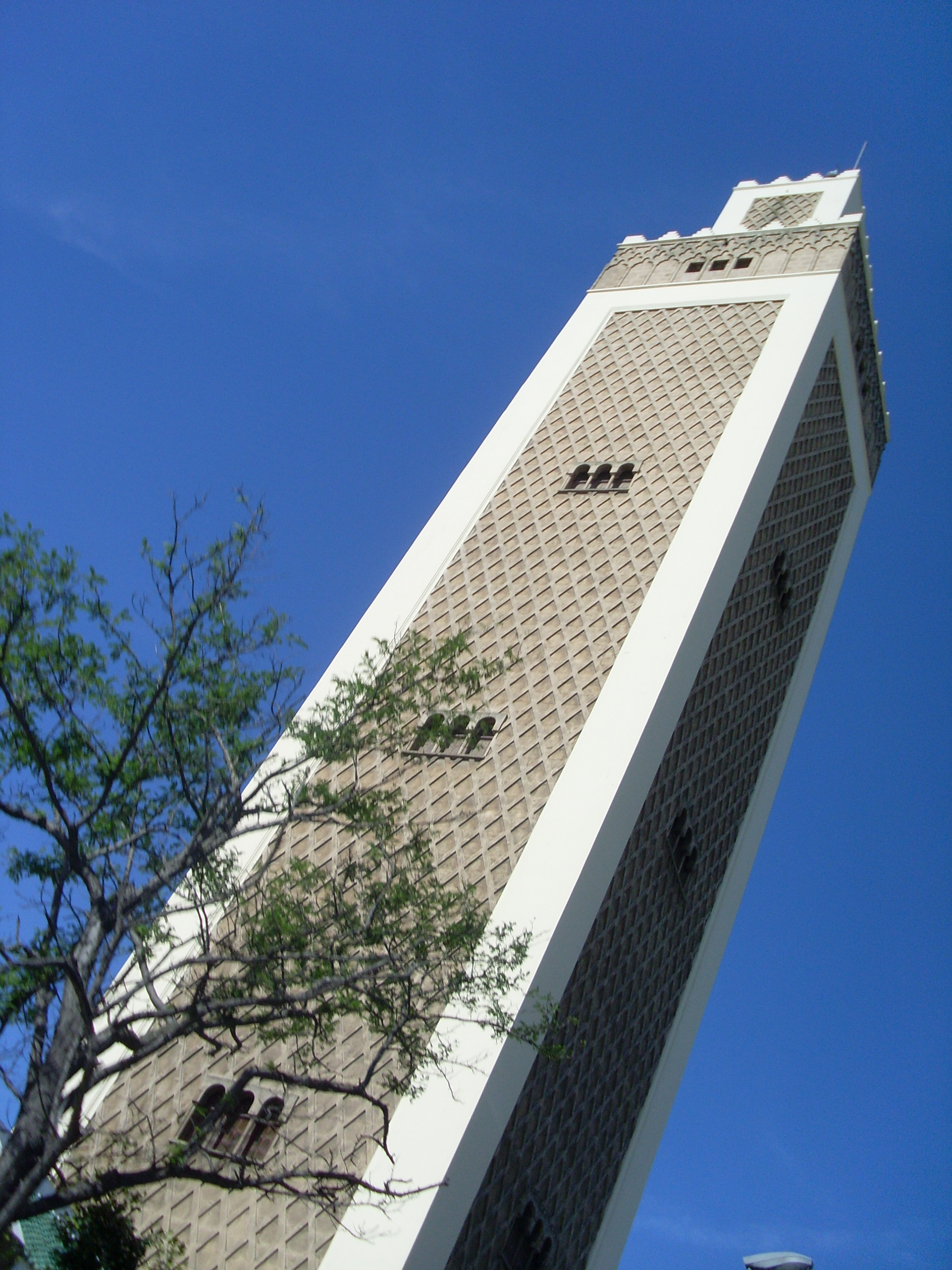
Gran minarete de Yamaa al Ayún de Tetuán, construido por el maestro morisco Al Yuaaidi, a quien se deben también cinco mezquitas

La diáspora morisca se produjo como consecuencia de la expulsión de los moriscos decretada por Felipe III de España en 1609. La inmensa mayoría de ellos acabaron en los territorios musulmanes del norte de África, Marruecos, Argel y Túnez, y algunos llegaron hasta Turquía. Varias decenas de miles intentaron establecerse en algunos estados europeos, como el Reino de Francia o las repúblicas o principados italianos, pero no lo consiguieron. Un número indeterminado, a pesar de la terminante prohibición que existía, logró llegar a las Indias (antes de ser expulsados de España).

## La expulsión de los moriscos de la Monarquía Hispánica

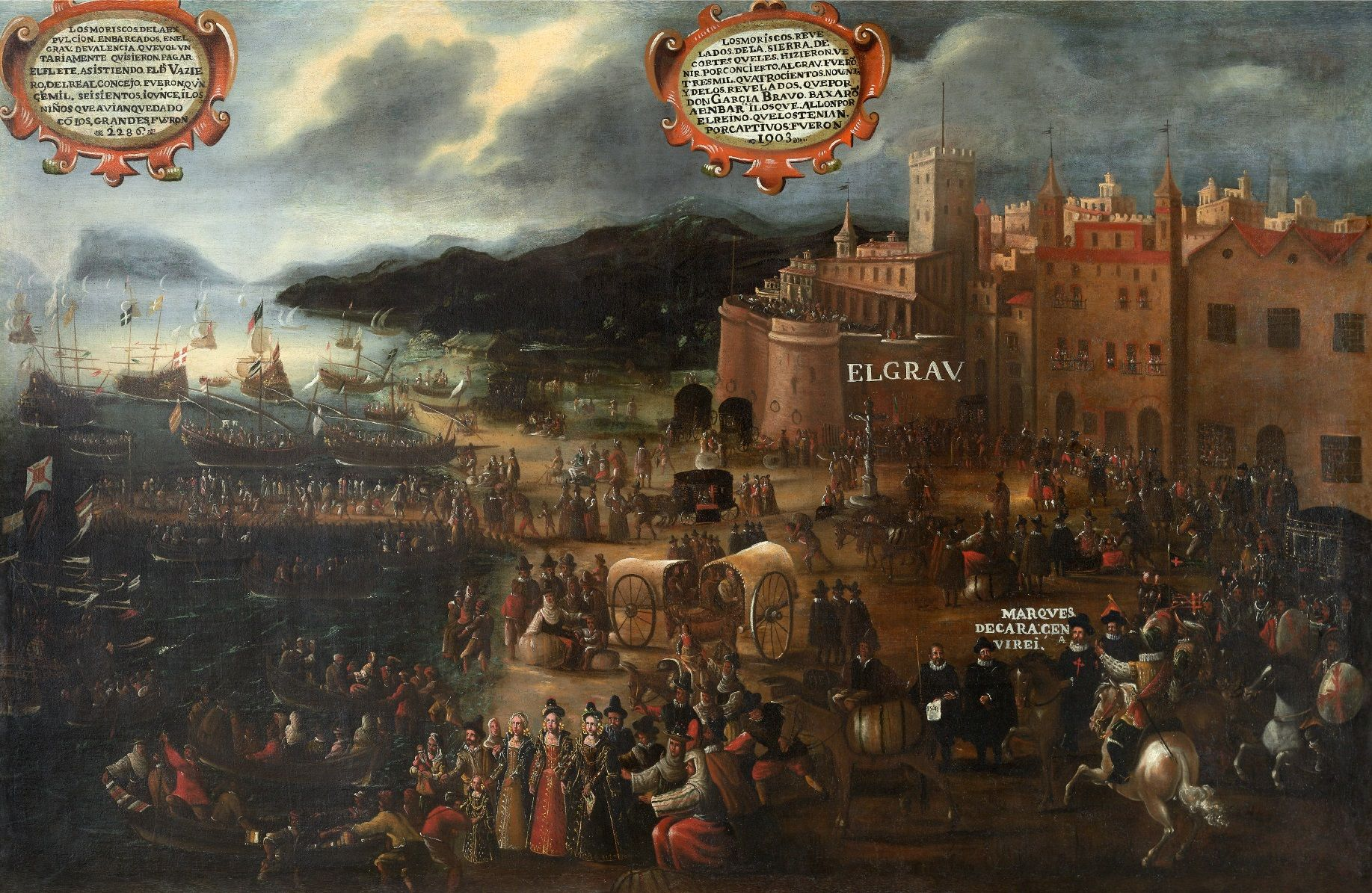
Pedro Oromig, Embarque de los moriscos en el Grao de Valencia, 1613, Fundación Bancaja

A lo largo del siglo XVI hubo un continuo goteo de moriscos que abandonaron los estados de la Monarquía Hispánica debido a la presión a que fueron sometidos para que renunciaran a sus costumbres "arábigas" y a su fe musulmana, que muchos de ellos seguían practicando en secreto a pesar de ser oficialmente cristianos. "Una parte de la población morisca había dado siempre pruebas de gran movilidad. Sabemos ya que muchos, entre los que vivían cerca del litoral, se pasaban a la otra orilla del Mediterráneo, ya de propio impulso, ya aprovechando alguna incursión pirática. Las huidas desde los reinos de Granada y de Valencia a Berbería totalizaron bastantes miles durante el siglo XVI. Nada hay en este hecho que pueda extrañarnos si se considera la situación opresiva en que vivían".
La salida de los moriscos se intensificó como consecuencia de la derrota de la revuelta de las Alpujarras de 1568-1571 y alcanzó su "doloroso final", en palabras de Antonio Domínguez Ortiz y de Bernard Vincent, con la expulsión general decretada por Felipe III en 1609. "En total, una pérdida impresionante de vitalidad para España, en beneficio de países hostiles; muy superior, desde el punto de vista demográfico, a la emigración judía".

## Territorios de tránsito

### Reino de Francia
Unos treinta mil moriscos intentaron establecerse en alguno de los territorios meridionales del rey de Francia, pero solo unos cientos consiguieron quedarse debido a los obstáculos que les pusieron las autoridades y, en menor medida, a las dificultades de adaptación a sus costumbres. Un grupo de moriscos sevillanos que se encontraban en Agde, se quejaban, según el testimonio de un sacerdote castellano que pasó por allí, de

Que los puercos iban por las calles, tan domésticos, que por bien que se guardasen les tocaban la ropa muchas veces. Tampoco osaban comer del pan que se cocía en los hornos, donde había ordinariamente cazuelas con tocino o manteca de puerco, y así hicieron un horno para ellos solos en una casa particular, y allí cocían su pan y sus cazuelas de carne, aunque era Cuaresma. Lloraban la libertad que tenían España y tenían en poco la de conciencia que se daba en Francia, siendo por otra parte tan infestados de los puercos y del tocino que aún en sus casas no los dejaban vivir los vecinos con el humo y el olor que sentían de continuo

Pero los impedimentos legales fueron mucho más importantes, especialmente tras la muerte de Enrique IV de Francia en mayo de 1610, quien había criticado la expulsión y se había mostrado dispuesto a acoger a los que hicieran profesión de fe católica, aunque "ante las proporciones que tomaba el éxodo y la mala disposición de las poblaciones hacia gentes extrañas, de diversa religión y muchas en lamentable estado, enfermos y sin recursos, cambió de actitud [y] en 25 de abril ordenó a las ciudades del sur de Francia que los dirigieran sin demora hacia los puertos de mar más próximos para su embarque; los que trataran de quedarse podrían ser enviados a galeras". Las autoridades regionales y locales fueron más duras, como el parlamento de Languedoc que llegó a amenazar con la horca a los que no quisieran marcharse o el de Provenza que ordenó que los moriscos que debían ser llevados a Marsella para embarcar hacia el norte de África "pasaran de un barco a otro sin saltar a tierra".>
"Algunos patronos y armadores aprovecharon las condiciones lamentables en que se hallaba aquella pobre gente para desvalijarla; […] por ejemplo, un tal Anthoron Estienne, de Agde, embarcó cuarenta moriscos, comprometiéndose a llevarlos a Túnez; pero al llegar cerca de Bizerta los hizo desembarcar y reemprendió su ruta con todo el dinero, joyas y equipajes, por un valor de 93.245 escudos… Justo es decir que el parlamento de Languedoc actuó con prontitud y energía: antes de terminar el año 1610 el culpable y sus cómplices habían sido arrestados, condenados a la última pena, confiscados sus bienes y devueltos los suyos a los moriscos".
Tampoco fueron bien acogidos por los católicos y los protestantes franceses aunque en primer momento intentaron atraerlos a su campo. Un sínodo protestante reunido en Vitré advirtió a sus comunidades reformadas sobre "los moros arrojados de España que corrían de iglesia en iglesia" para que no abusaran de su caridad.

### Repúblicas y principados italianos
Felipe III prohibió expresamente que los moriscos expulsados de las Coronas de Castilla y de Aragón pudieran establecerse en sus dominios de la península itálica: el reino de Nápoles, el reino de Sicilia y el Ducado de Milán. En realidad el único príncipe italiano que se mostró dispuesto a acogerlos fue el Gran Duque de Toscana que trató de establecer a tres mil de ellos en Liorna, donde existía una importante colonia de judíos sefardíes, pero fracasó. En una carta escrita desde Argel un morisco de Trujillo explica su experiencia al pasar por Italia, después de relatar el mal tratamiento que había recibido en Marsella:

Todos los que estábamos allí, que serían más de mil personas, determinaron salir de aquel reyno [de Francia] e irse a parte donde tuviesen más sosiego. Nosotros nos fuimos a Liorna, donde nos sucedió lo que en Marsella. Y visto que allí y en las demás señorías de Italia no nos querían más que para servirse de nosotros en cultivar el campo y otros oficios viles, y la más gente no lo sabían hacer, pues todos los más eran mercaderes, y muchos con oficios de república,… acordamos irnos allí donde fue la voluntad del rey enviarnos; y así, todos los de Trujillo vinimos a esta ciudad de Argel, donde estaban los más de Extremadura, Mancha y Aragón

A pesar de que eran cristianos el papa también ordenó la expulsión de los moriscos que se habían refugiado en los Estados Pontificios. Otros llegaron a la República de Venecia, pero como lugar de paso para viajar a los territorios del Imperio Otomano. La ruta para llegar allí está descrita en un manuscrito aljamiado del siglo XVI que se conserva en la Biblioteca Nacional de París y en el que se dice que cuando lleguen a Venecia deben preguntar a turcos, que se distinguen por sus "tocas blancas", o a judíos, que las llevan amarillas: "Ad akellos demandareys [preguntaréis] kuanto kereys k'ellos os encaminarán. Decirles eis ke teneys ermanos en Salonik y ke keréis ir allá. Pagarés a ducado por cabeça de paso. Porneys provisión para 15 días…".

## Territorios de acogida

### Imperio Otomano

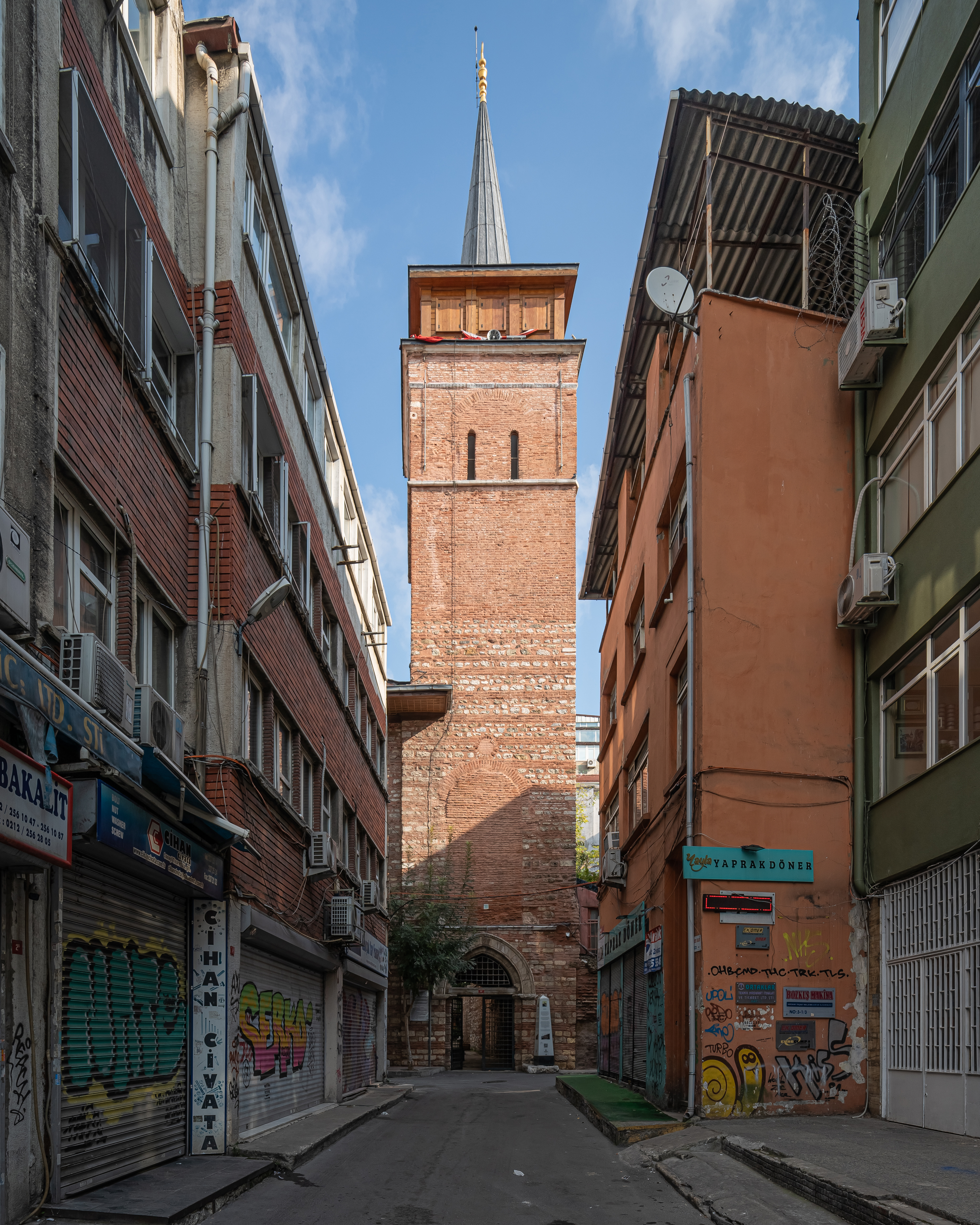
Mezquita de Arap, en Gálata, actual Estambul. Antigua iglesia católica cedida por Beyazid II a los moriscos que huyeron de la Inquisición española.

Por la ruta de Venecia llegaron a Salónica y Estambul unos dos mil moriscos. Otros llegaron a El Cairo y a Líbano por otras vías. La mayor concentración de moriscos se dio en la capital, Estambul, donde, como en Salónica –donde se establecieron unos quinientos moriscos-, ya existía una importante comunidad judía sefardí, y otra de antiguos moriscos granadinos formada por los que habían huido tras las crisis de 1492 (Conquista de Granada) y de 1569 (Rebelión de las Alpujarras). "Se establecieron en el barrio de Gálata… [y] la presión de los recién llegados fue tal que los cristianos abandonaron aquel barrio para trasladarse al de Pera". Allí formaron una "minoría numerosa, activa e influyente", según el testimonio de embajadores de algunos estados europeos occidentales, y que algunos conocieron con el nombre de  "los andaluces que vivían en Constantinopla".

### Marruecos

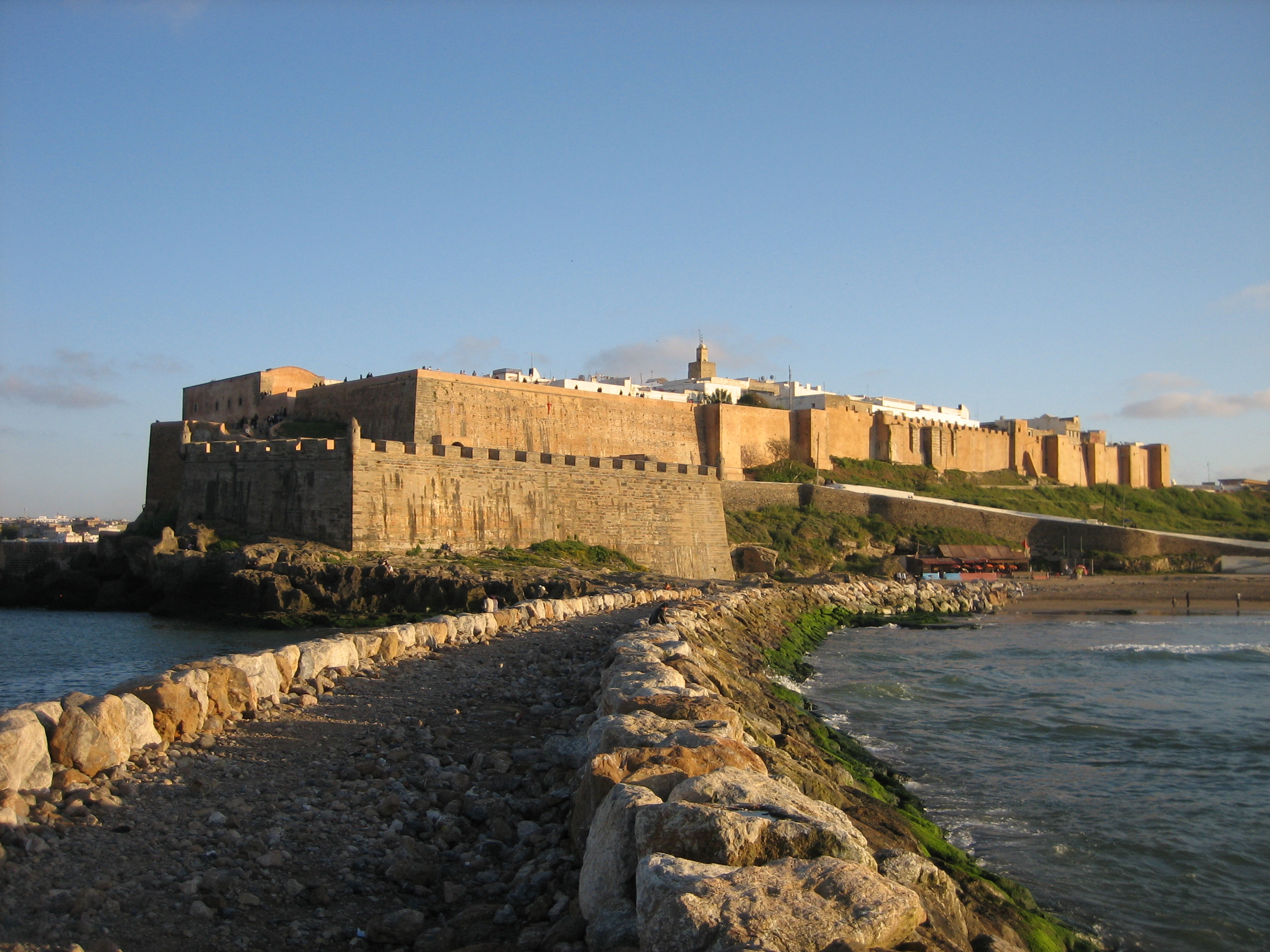
Ciudadela de la república de Salé.

Alrededor de 40.000 moriscos, la mayoría procedentes de la Corona de Castilla, se establecieron en Marruecos. En el momento de la llegada de los moriscos Marruecos atravesaba una grave crisis política provocada por el enfrentamiento entre los hijos del sultán Ahmed IV fallecido en 1602. Uno de los contendientes, Muley Zaidán, reclutó a algunos miles de moriscos que participaron en la lucha que mantenía contra Muley Xeque, que había conseguido el apoyo de Felipe III de España a cambio de la entrega de la ciudad de Larache. Finalmente Muley Zaidán venció a su hermano pero se despreocupó de los moriscos que habían luchado junto a él, lo que les hizo maldecir "la Berbería y sus reyes" "mezclando públicamente lástimas y alabanzas del nombre de Cristo". Unos 3000 moriscos que combatieron junto a Zayan, todos ellos procedentes de la ciudad extremeña de Hornachos, se instalaron en Rabat-Salé donde constituyeron una república corsaria independiente llamada la República de Salé, que no fue reintegrada al sultanato de Marruecos hasta 1668.
Los moriscos que no combatieron junto a Zayan se instalaron en las ciudades de Tánger, Tetuán, Chauen, Fez y otras, donde vivía desde el siglo XIII una importante comunidad andalusí, algunos de cuyos miembros estaban al servicio directo del sultán. A pesar de ello los moriscos "no fueron bien recibidos; llegaban vestidos a la española y hablando castellano; mezclaban sus nombres y apellidos cristianos con los arábigos; su fe musulmana les merecía tan escasa confianza que los llamaron los cristianos de Castilla, y aunque esto fuera efecto de la malevolencia, sí es cierto que algunos moriscos se confesaron allí cristianos y sufrieron martirio". Esto último está recogido por algunos cronistas como Luis Cabrera de Córdoba:

Se sabe que en tierras de Tetuán han apedreado y muerto con otros géneros de martirios a algunos moriscos que no habían querido entrar en las mezquitas con los moros.

### Argel

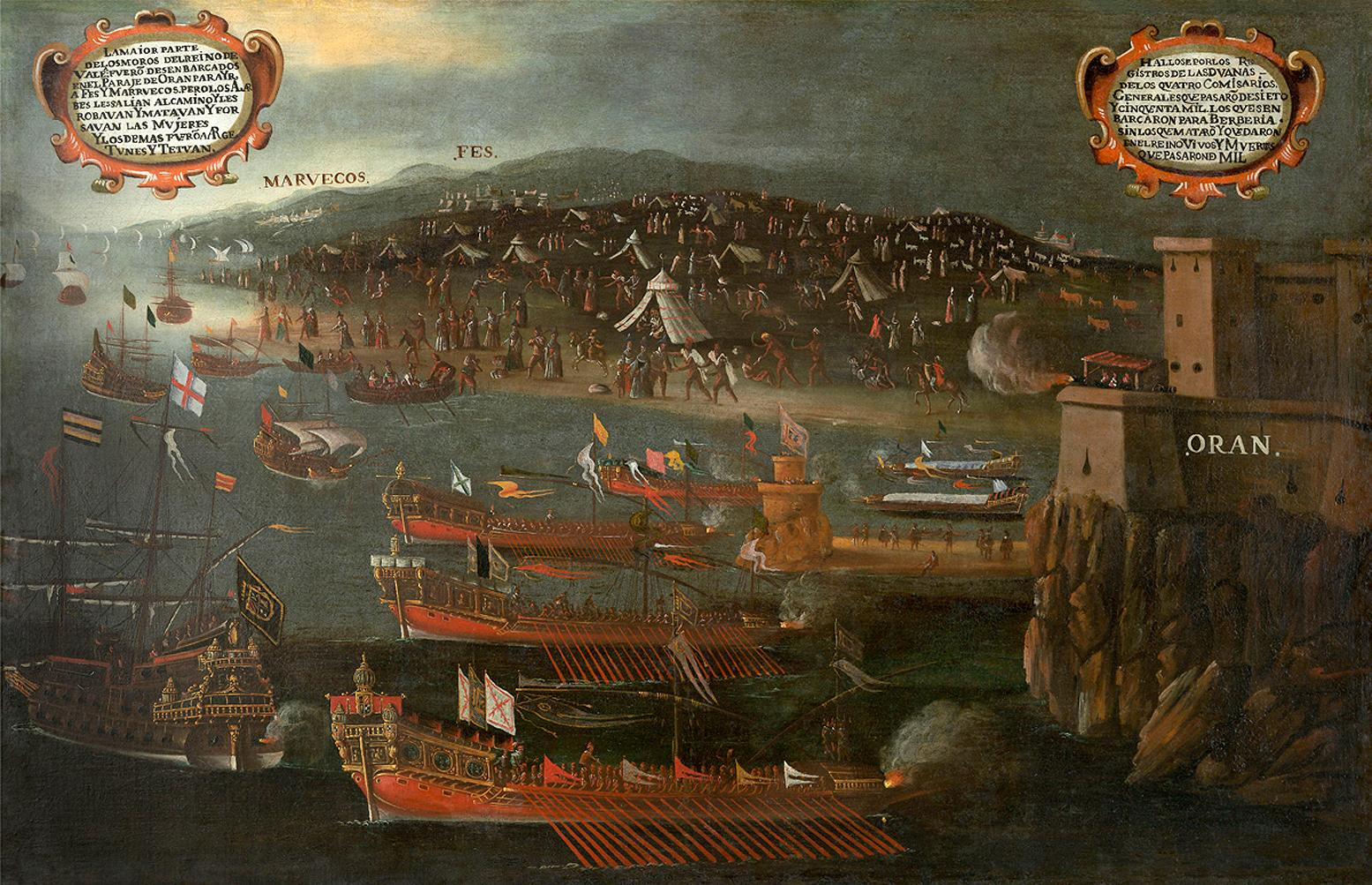
Desembarco de los moriscos en el Puerto de Orán (1613, Vicente Mestre)

En teoría Argel pertenecía al Imperio Otomano pero en la práctica era una especie de tierra de nadie ya que los representantes del sultán de Estambul dejaban actuar libremente a los corsarios, algunos de ellos renegados franceses, ingleses y holandeses, a cambio de una participación en el botín, constituido, principalmente por cautivos, que esclavizaban y luego exigían unos cuantiosos rescates para liberarlos.
La mayoría de los moriscos que arribaron a las costas de la actual Argelia eran del Reino de Valencia. Estos fueron los que tuvieron peor suerte, pues bastantes de ellos nada más llegar fueron maltratados y despojados de sus bienes por tribus nómadas. Así lo relató el gobernador de Orán, entonces bajo soberanía española, según el cronista Luis Cabrera de Córdoba:

Escribe el conde de Aguilar, general de Orán, que es grande la cantidad de moriscos que se han quedado en aquella comarca [de Orán], por el miedo que tienen de los alarbes si entran la tierra adentro; porque los roban y maltratan y les quitan las mujeres, y así perecen de hambre y otras calamidades, y que veinte de los principales que habían ido de Valencia se habían presentado ante él, significándole que eran cristianos, y que no habían conocido la verdad que habían de creer hasta que han visto las abominaciones de los moros de aquella tierra, y querían morir como cristianos, y no se habían de apartar de allí aunque los mandasen matar. Pusiéronse presos y se espera la orden que se les enviará sobre ellos

Los moriscos que lograron sobrevivir se concentraron en la capital Argel, donde encontraron a unas mil familias moriscas llegadas a lo largo del siglo XVI, tanto de la Corona de Castilla como de la Corona de Aragón, y que se distinguían de indígenas y turcos, según la Topografía e Historia General de Argel (1612) de Diego de Haedo, por el color más claro de su piel. Un morisco que regresó a Castilla declaró ante la Inquisición que en Argel todas las cosas se hacían al revés que en España. Por ejemplo, comían sentados en el suelo y las mujeres llevaban el rostro cubierto.

### Túnez
Los cerca de 80.000 moriscos que fueron a Túnez –"un número enorme para un país pequeño y poco poblado", según Antonio Domínguez Ortiz y Bernard Vincent-  procedían en su mayoría del Reino de Aragón, aunque también los había castellanos y valencianos, y fueron muy bien acogidos por el dey turco, quien "aparte de la simpatía que le inspiraban aquellos correligionarios, comprendió que su aportación sería preciosa para el desarrollo del país". En Túnez había andalusíes desde el siglo XIII, especialmente sevillanos y valencianos, y los recién llegados se integraron rápidamente. Los miembros más destacados fueron asentados en ciertos barrios de la capital; artesanos y hortelanos en poblaciones de los alrededores, donde continuaron con sus actividades tradicionales, y los campesinos, el grupo más numeroso, fueron establecidos en zonas agrícolas, en especial en el cabo Bon y el valle del Meyerda, y otros en lugares elevados aptos para la defensa frente a las incursiones de las tribus nómadas.
La llegada de los moriscos abrió una etapa de gran prosperidad de la economía tunecina, tanto del sector artesanal, especialmente el textil sedero, la manufactura de bonetes y la cerámica, como el agrícola, gracias a la renovación de las técnicas de regadío y al impulso del cultivo de los árboles frutales y de la horticultura, que sustituyeron al pastoreo tradicional y al cultivo extensivo de cereales. El auge económico se tradujo también en el impulso a la construcción de casas suntuosas en la capital, muchas de ellas con un acusado aire andalusí, con sus patios interiores, fuentes y jardines, además de los motivos decorativos que adornaban techos y paredes.
Los moriscos de Túnez continuaron escribiendo en castellano aljamiado pues no eran capaces de hacerlo en árabe con propiedad y soltura. Entre los más destacados cabe citar a Abd-al-Karim ben Alí Pérez que en 1615 escribió una apología del Islam, en la que también atacaba a la Inquisición española; o a Abrahim Taibili (Juan Pérez cuando vivía en Toledo), que escribió poesías. También se han conservado un buen número de obras anónimas, la mayoría de temática religiosa, pero algunas inspiradas en la literatura castellana. Según Domínguez Ortiz y Bernard Vincent, "Túnez fue algo así como la capital intelectual de todos los moriscos de la Berbería".
La herencia morisca todavía se puede encontrar en el Túnez actual, donde se han conservado patronímicos como Conde, Luis, Méndez, Morisco, Palau, y algunas costumbres y tradiciones en la alimentación –por ejemplo, el uso del azafrán y las confituras-, la arquitectura –por ejemplo, en Testur las casas tienen ventanas a la calle, hecho insólito en los países islámicos y donde hay puertas adornadas con clavos que forman dibujos cruciformes- y el ocio –los palos de la baraja tunecina se llaman dinar (oros), bastun (bastos), esbata (espada) y kub (copas)-.

## El legado morisco en el norte de África
Según Domínguez Ortiz y Bernard Vincent,

Naturalmente, la implantación de 250.000-300.000 moriscos y renegados no era suficiente para cambiar la faz de espacios tan amplios [entre Rabat y los confines de Argelia y Túnez]. […] Sin embargo, puede afirmarse que su actuación fue desproporcionada a su número; como agricultores, artesanos, intelectuales, comerciantes y hombres de gobierno, contribuyeron a mantener en pie las frágiles estructuras de unos estados rudimentarios, siempre amenazados por el localismo indígena y las depredaciones de los nómadas. Ello fue posible porque se concentraron en centros urbanos, formando una proporción considerable de Argel, Tetuán, Fez, Tánger, Tlemecén, ciudades en las que, aún antes de su llegada, el moro de origen español se diferenciaba del indígena. En torno a estos centros urbanos, y en relación estrecha con la burguesía que los habitaba (dueña de buena parte de las tierras) los campesinos moriscos cultivaban la tierra como lo habían hecho sus antepasados en España. Esa concentración, y el recuerdo de su origen, es lo que explica que, a pesar del tiempo transcurrido, la asimilación no haya sido total y no pocos descendientes de los expatriados mantengan la tradición de sus orígenes familiares. […] A esta aportación humana corresponde una huella artística profunda.